# Saint-Fons
Saint-Fons – miejscowość i gmina we Francji, w regionie Owernia-Rodan-Alpy, w departamencie Rodan.
Według danych na rok 1990 gminę zamieszkiwało 15 735 osób, a gęstość zaludnienia wynosiła 2597 osób/km² (wśród 2880 gmin regionu Rodan-Alpy Saint-Fons plasuje się na 47. miejscu pod względem liczby ludności, natomiast pod względem powierzchni na miejscu 1432.).